# Граф Макклсфилд

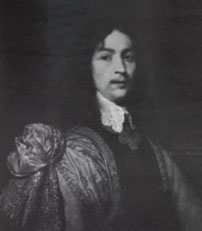
Чарльз Джерард, 1-й граф Макклсфилд (1618—1694)

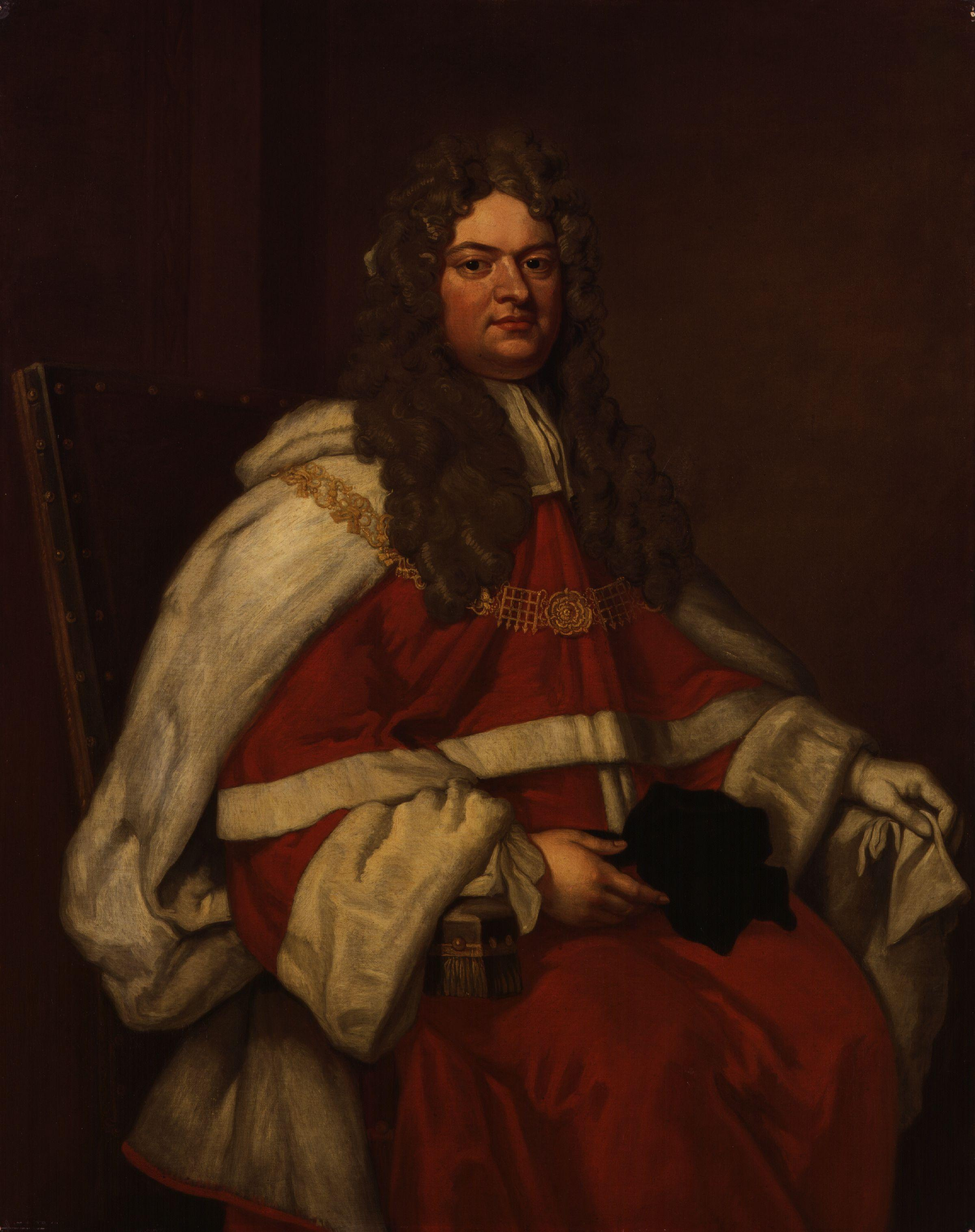
Томас Паркер, 1-й граф Макклсфилд (1667—1732)

Граф Макклсфилд (англ. Earl of Macclesfield) — наследственный титул в системе Пэрства Великобритании, созданный дважды в британской истории.

## История
Впервые титул был создан в 1679 году в качестве Пэрства Англии для военного и политика Чарльза Джерарда, 1-го барона Джерарда (ок. 1618 — 1694). Также он носил титулы барона Джерарда из Брэндона в графстве Суффолк (1645) и виконта Брэндона из Брэндона в графстве Суффолк (1679). Все эти титулы являлись пэрством Англии. Чарльз Джерард был правнуком сэра Гилберта Джерарда (ум. 1593), генерального атторнея Англии и Уэльса (1559—1581) и начальника архивов канцлерского суда (1581—1594). Ему наследовал его старший сын, Чарльз Джерард, 2-й граф Макклсфилд (ок. 1659 — 1701). Он представлял в Палате общин Ланкашир (1679, 1689—1694). 2-й граф Макклсфилд был вовлечён в заговор с целью убийства короля Карла II Стюарта и его брата Джеймса, герцога Йоркского, приговорён к смертной казни, но позднее его помиловал король. Он занимал посты лорда-лейтенанта графства Ланкашир (1689—1701), вице-адмирала Чешира и Ланкашира (1691—1701) и лорда-лейтенанта Северного Уэльса (1696—1701). В 1701 году после смерти 2-го графа титул унаследовал его младший брат, Фиттон Джерард, 3-й граф Макклсфилд (1663—1702). Ранее он представлял в Палате общин Англии Ярмут (1689—1690), Клитеро (1693—1695), Ланкастер (1697—1698) и Ланкашир (1698—1701). После смерти в 1702 году Фиттона Джерарда титул графа Макклсфилда пресекся.
Вторично титул графа Макклсфилда был воссоздан в 1721 году для адвоката Томаса Паркера, 1-го барона Паркера (1666—1732), который получил титулы виконта Паркера из Ивилма в графстве Оксфордшир, и графа Макклсфилда в графстве Чешир. Он занимал должности лорда главного судьи Англии и Уэльса (1710—1718) и лорда-канцлера (1718—1725). Ещё в 1716 году Томас Паркер получил титул лорда Баркера, барона Макклсфилда из Чешира (пэрство Великобритании). В 1725 году лорд Макклсфилд был обвинён в коррупции и вынужден был выплатить штраф в размере 30 тысяч фунтов стерлингов. Его преемником стал его сын, Джордж Паркер, 2-й граф Макклсфилд (ок. 1697 — 1764). Он был выдающимся астрономом и занимал пост президента Королевского общества в течение многих лет.
Ему наследовал его сын — Томас Паркер, 3-й граф Макклсфилд (1723—1795). Он заседал в Палате общин от Ньюкасл-андер-Лайма (1747—1754), Оксфордшира (1754—1761) и Рочестера (1761—1764). Его преемником стал его старший сын — Джордж Паркер, 4-й граф Макклсфилд (1755—1842). Он был крупным политиком и служил в качестве председателя совета по вопросам сельского хозяйства (1816—1818). Также он занимал должности контролёра королевского двора (1791—1797), капитана йоменской гвардии (1804—1830) и лорда-лейтенанта графства Оксфордшир (1817—1842). Ему наследовал его младший брат — Томас Паркер, 5-й граф (1763—1850). Наследником 5-го стал его младший сын — Томас Паркер, 6-й граф (1811—1896). В качестве члена консервативной партии заседал в Палате общин от Оксфордшира (1837—1841). Его титулы унаследовал его внук — Джордж Паркер, 7-й граф Макклсфилд (1888—1975), сын Джорджа Огастеса Паркера, виконта Паркера — старшего сына 6-го графа. 7-й граф был лордом-лейтенантом графства Оксфордшир с 1954 по 1963 год.
По состоянию на 2025 год, обладателем графского титула являлся его внук — Ричард Тимоти Джордж Паркер, 9-й граф Макклсфид (род. 1943), — наследовавший своему отцу в 1992 году.
- Бригадир Эндрю Паркер-Боулз (род. 1939), первый муж герцогини Корнуольской, сын Дерека Генри Паркера-Боулза (1915—1977), внука преподобного Элджернона Роберта Паркера (1849—1940), третьего сына 6-го графа Макклсфилда.
- Уилфрид Паркер (1883—1966), епископ Претории (1933—1950), сын достопочтенного Сесила Томаса Паркера (1845—1931), второго сына 6-го графа Макклсфилда.

Родовое гнездо семьи Паркер — Ширбурн-касл в окрестностях Оксфорда. В настоящее время замок и поместье управляются Beechwood Estates Company — управляющей компанией семьи Макклсфилд. После длительных судебных тяжб 9-й граф Макклсфид был выселен из родовой усадьбы в конце 2004 года.

## Графы Макклсфилд, первое создание (1679)
- 1679—1694: Чарльз Джерард, 1-й граф Макклсфилд (ок. 1618 — 7 января 1694), старший сын сэра Чарльза Джерарда;
- 1694—1701: Чарльз Джерард, 2-й граф Макклсфилд (ок. 1659 — 5 ноября 1701), старший сын предыдущего;
- 1701—1702: Фиттон Джерард, 3-й граф Макклсфилд (15 октября 1665 — 26 декабря 1702), младший брат предыдущего.

## Графы Макклсфилд, второе создание (1721)
- 1721—1732: Томас Паркер, 1-й граф Макклсфилд (23 июля 1667 — 28 апреля 1732), сын адвоката из Лика Томаса Паркера;
- 1732—1764: Джордж Паркер, 2-й граф Макклсфилд (ок. 1697 — 17 марта 1764), единственный сын предыдущего;
- 1764—1795: Томас Паркер, 3-й граф Макклсфилд (2 октября 1723 — 9 февраля 1795), единственный сын предыдущего;
- 1795—1842: Джордж Паркер, 4-й граф Макклсфилд (24 февраля 1755 — 20 марта 1842), старший сын предыдущего;
- 1842—1850: Томас Паркер, 5-й граф Макклсфилд (9 июня 1763 — 31 марта 1850), младший брат предыдущего;
- 1850—1896: Томас Огастес Уолстенхолм Паркер, 6-й граф Макклсфилд (17 марта 1811 — 24 июля 1896), сын предыдущего от второго брака;
  - Джордж Огастес Паркер, виконт Паркер (19 октября 1843 — 24 сентября 1895), старший сын предыдущего;
- 1896—1975: Джордж Ловеден Уильям Генри Паркер, 7-й граф Макклсфилд (24 мая 1888 — 20 сентября 1975), старший сын предыдущего;
- 1975—1992: Джордж Роджер Александр Томас Паркер, 8-й граф Макклсфилд (9 мая 1914—1992), старший сын предыдущего;
- 1992 — настоящее время: Ричард Тимоти Джордж Мансфилд Паркер, 9-й граф Макклсфилд (род. 31 мая 1943), старший сын предыдущего;
  - Наследник: достопочтенный Джонатан Дэвид Джеффри Паркер (род. 2 января 1945), младший брат предыдущего.